# Pixodarus
Pixodarus is een kevergeslacht uit de familie van de boktorren (Cerambycidae). De wetenschappelijke naam van het geslacht werd voor het eerst geldig gepubliceerd in 1887 door Fairmaire.

## Soorten
Pixodarus omvat de volgende soorten:
- Pixodarus exasperatus Quentin & Villiers, 1972
- Pixodarus nyassae (Bates, 1878)